# Miguel Reale
Miguel Reale (São Bento do Sapucaí, 6 novembre 1910 – São Paulo, 14 aprile 2006) è stato un giurista, filosofo, politico e poeta brasiliano. Noto come uno dei più importanti giuristi del paese sudamericano, è considerato il padre dell'attuale Codice Civile. Da giovane fu esponente di spicco dell'Azione Integralista Brasiliana.

## Biografia

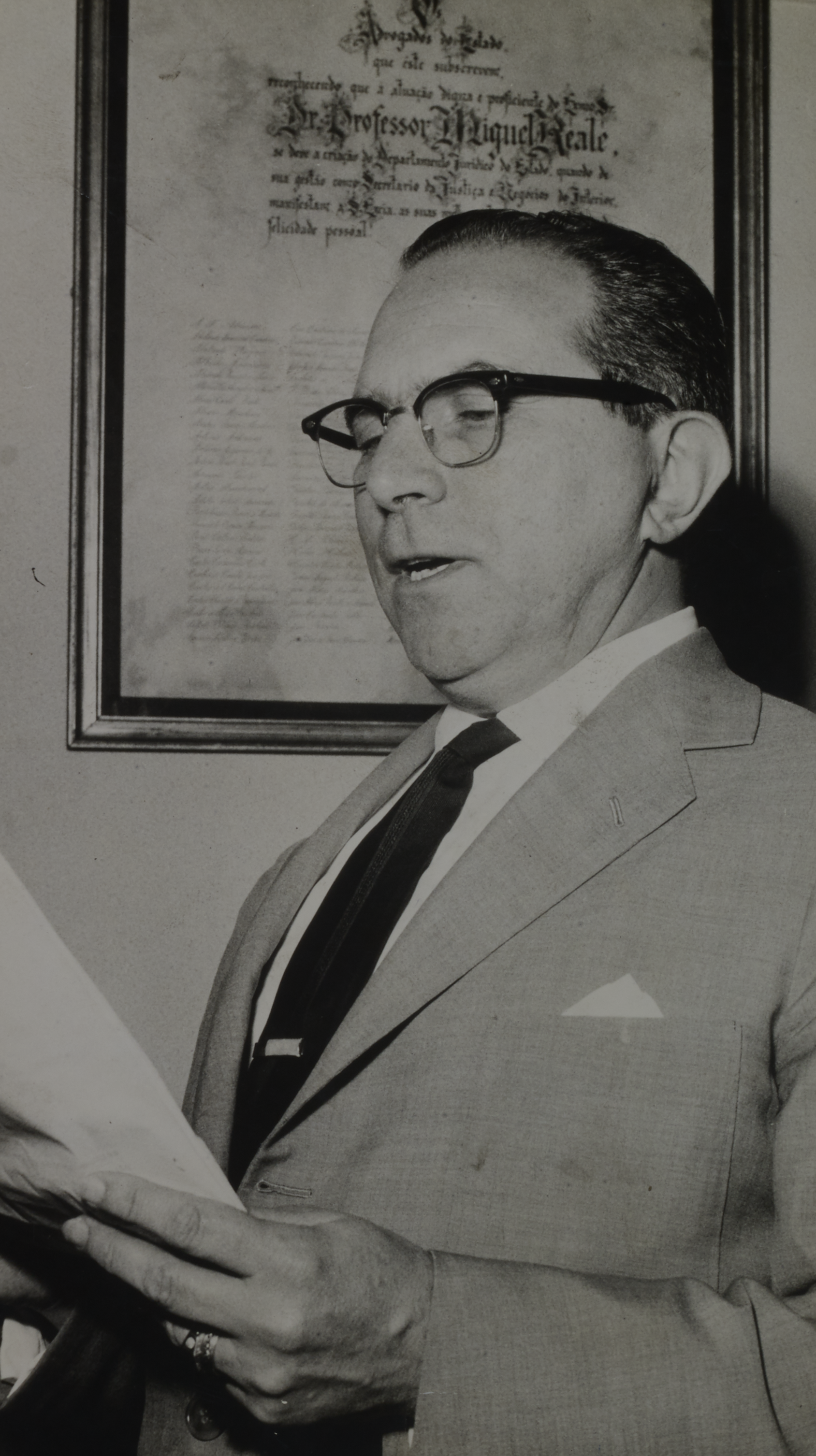
Miguel Reale (1962).

Figlio di un medico di origine italiana, nel 1932 fu tra i fondatori dell'Azione Integralista Brasiliana, un movimento politico nazionalista di cui è giudicato uno dei principali ideologi. Nel 1934 ottenne la laurea in giurisprudenza presso l'Università di San Paolo. Nello stesso anno pubblicò il suo primo libro, intitolato Lo Stato moderno. Nel 1940 scrisse Fondamenti di Diritto, il testo con cui lanciò la cosiddetta "teoria tridimensionale del diritto". Un anno dopo divenne docente di filosofia del diritto presso la facoltà di giurisprudenza dell'Università di San Paolo.
Tra il 1942 e il 1944 fu componente del Consiglio Amministrativo dello Stato. Nel 1947 ottenne l'incarico di Procuratore Generale dello Stato di San Paolo. Divenuto rettore dell'Università di San Paolo nel 1949, fondò l'Istituto Brasiliano di Filosofia, da lui presieduto fino alla morte nel 2006, e la Società Interamericana di Filosofia. Nel 1969, durante la dittatura militare, lavorò presso la Commissione incaricata di elaborare la revisione della Costituzione. Dopo aver collezionato altri incarichi di prestigio, nel 1975 entrò a far parte dell'Accademia Brasiliana delle Lettere. Fu supervisore della Commissione investita del compito di elaborare il Codice Civile, entrato in vigore nel 2003.

## Opere

### Filosofia generale
- Atualidades de um mundo antigo (1936)
- A doutrina de Kant no Brasil (1949)
- Horizontes do Direito e da História (1956)
- Filosofia em São Paulo (1962)
- Introdução e Notas aos Cadernos de Filosofia de Diogo Antonio Feijó (1967)
- Experiência e Cultura (1977)
- Estudos de Filosofia e Ciência do Direito (1978)
- O Homem e seus Horizontes (1980)
- A Filosofia na Obra de Machado de Assis (1982)
- Verdade e Conjetura (1983)
- Introdução à Filosofia (1988)
- O Belo e Outros Valores (1989)
- Estudos de Filosofia Brasileira (1994)
- Paradígmas da Cultura contemporânea (1996)

### Filosofia del Diritto
- Fundamentos do Direito (1940)
- Filosofia do Direito (1953)
- Teoria Tridimensional do Direito (1968)
- O Direito como experiência (1968)
- Lições preliminares de Direito (1973)
- Estudos de Filosofia e Ciência do Direito (1978)
- Direito Natural/Direito Positivo (1984)
- Nova fase do Direito moderno (1990)
- Fontes e modelos do Direito (1994)

### Scienza Politica e Teoria dello Stato
- O Estado Moderno (1933)
- A Política Burguesa (1934)
- Formação da Política Burguesa (1935)
- O capitalismo internacional (1935)
- ABC do Integralismo(1935)
- O Estado Moderno (1935)
- Perspectivas Integralistas (1935)
- Atualidades Brasileiras (1936)
- Teoria do Direito e do Estado (1940)
- Parlamentarismo brasileiro (1962)
- Pluralismo e Liberdade (1963)
- Expressão e Cultura; Imperativos da Revolução de Março (1965)
- Da Revolução à Democracia (1969)
- Política de ontem e de hoje (1978)
- Liberdade e Democracia (1987)
- O Estado de Direito e o conflito das ideologias (1998)

### Diritto Positivo
- Nos Quadrantes do Direito Positivo (1960)
- Revogação e Anulamento do Ato Administrativo (1968)
- Direito Administrativo (1969)
- Questões de Direito (1981)
- Teoria e Prática do Direito (1984)
- Por uma Constituição Brasileira (1985)
- O Projeto de Código Civil (1986)
- Aplicações da Constituição de 1988 (1990)
- Temas de Direito Positivo (1992)
- Cem Anos de Ciência do Direito no Brasil (1993)
- Questões de Direito Público (1997)
- Questões de Direito Privado (1997)

### Letteratura (prosa e poesia)
- Poemas do Amor e do Tempo (1965)
- Poemas da Noite (1980)
- Figuras da Inteligência Brasileira (1984)
- Sonetos da Verdade (1984)
- Vida Oculta (1990)
- Face Oculta de Euclides da Cunha (1993)
- Tempo Brasileiro (1997)
- Das Letras à Filosofia (1998)

### Altro
- Atualidades Brasileiras: problemas de nosso tempo (1969)
- Convívio: Miguel Reale na UNB (1981)
- Reforma universitária (1985)
- Memórias (1986-87)
- De Tancredo a Collor (1992)
- De olhos no Brasil e no mundo (1997)